# Lyellmedaljen

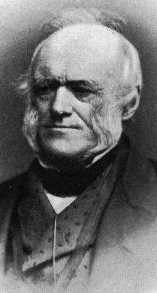
Charles Lyell.

Lyellmedaljen, Lyell Medal, är en vetenskaplig medalj som sedan 1876 årligen utdelas av Geological Society of London för framstående insatser inom den geologiska vetenskapen. Lyellmedaljen är uppkallad efter den brittiske geologen Charles Lyell och har samma status som Murchisonmedaljen.

## Mottagare av Lyellmedaljen

### 1800-talet
- 1876 - John Morris
- 1877 - James Hector
- 1878 - George Busk
- 1879 - Edmond Hébert
- 1880 - John Evans
- 1881 - John William Dawson
- 1882 - John Lycett
- 1883 - William Benjamin Carpenter
- 1884 - Joseph Leidy
- 1885 - Harry Govier Seeley
- 1886 - William Pengelly
- 1887 - Samuel Allport
- 1888 - Henry Alleyne Nicholson
- 1889 - William Boyd Dawkins
- 1890 - Thomas Rupert Jones
- 1891 - Thomas McKenny Hughes
- 1892 - George Highfield Morton
- 1893 - Edwin Tulley Newton
- 1894 - John Milne
- 1895 - John Frederick Blake
- 1896 - Arthur Smith Woodward
- 1897 - George Jennings Hinde
- 1898 - Wilhelm Waagen
- 1899 - Charles Alexander McMahon

### 1900-talet
- 1900 - John Edward Marr
- 1901 - Ramsay Heatley Traquair
- 1902 - Antonín Frič och Richard Lydekker
- 1903 - Frederick William Rudler
- 1904 - Alfred Nathorst
- 1905 - Hans Reusch
- 1906 - Frank Dawson Adams
- 1907 - (John) Joseph Frederick Whiteaves
- 1908 - Richard Dixon Oldham
- 1909 - Percy Fry Kendall
- 1910 - Arthur Vaughan
- 1911 - Francis Arthur Bather och Arthur Walton Rowe
- 1912 - Philip Lake
- 1913 - Sydney Savory Buckman
- 1914 - Charles Stewart Middlemiss
- 1915 - Edmund Johnston Garwood
- 1916 - Charles William Andrews
- 1917 - Wheelton Hind
- 1918 - Henry Woods
- 1919 - William Fraser Hume
- 1920 - Edward Greenly
- 1921 - Emmanuel de Margerie
- 1922 - Charles Davison
- 1923 - Gustave Frederic Dollfus
- 1924 - William Wickham King
- 1925 - John Frederick Norman Green
- 1926 - Owen Thomas Jones
- 1927 - Albert Ernest Kitson
- 1928 - Sidney Hugh Reynolds och William Dickson Lang
- 1929 - Arthur Morley Davies
- 1930 - Frederick Chapman och Herbert Brantwood Maufe
- 1931 - Ernest Clayton Andrews
- 1932 - Henry Dewey och Maria Matilda Ogilvie Gordon
- 1933 - James Ernest Richey
- 1934 - Walter Howchin och Frank Lorimer Kitchin
- 1935 - D. M. S. Watson
- 1936 - Eleanor Mary Reid och Leonard Johnston Wills
- 1937 - Linsdall Richardson
- 1938 - John Pringle
- 1939 - William Noel Benson
- 1940 - Herbert Leader Hawkins
- 1941 - Ernest Sheppard Pinfold
- 1942 - William Sawney Bisat
- 1943 - Darashaw Nosherwan Wadia
- 1944 - Norman Ross Junner
- 1945 - Leonard Frank Spath
- 1946 - Robert Heron Rastall
- 1947 - Stanley Smith
- 1948 - Arthur Hubert Cox
- 1949 - William Joscelyn Arkell
- 1950 - Samuel James Shand
- 1951 - William Dixon West
- 1952 - Alfred Kingsley Wells
- 1953 - Oliver Meredith Boone Bulman
- 1954 - John Baird Simpson
- 1955 - Wilfred Norman Edwards
- 1956 - Leslie Reginald Cox
- 1957 - Stephen Henry Straw
- 1958 - Helen Marguerite Muir-Wood
- 1959 - David Williams
- 1960 - Doris Livesey Reynolds
- 1961 - John Vernon Harrison
- 1962 - Lawrence Rickard Wager
- 1963 - Thomas Neville George
- 1964 - Dorothy Hill
- 1965 - Charles Findlay Davidson
- 1966 - Sergei Ivanovich Tomkeieff
- 1967 - William Quarrier Kennedy
- 1968 - Maurice Black
- 1969 - Francis John Turner
- 1970 - Frederick Henry Stewart
- 1971 - Percival Allen
- 1972 - Alec Westley Skempton
- 1973 - Janet Vida Watson
- 1974 - Martin Fritz Glaessner
- 1975 - Dorothy Helen Rayner
- 1976 - Walter Brian Harland
- 1977 - Bernard Elgey Leake
- 1978 - Robin Gilbert Charles Bathurst
- 1979 - Derek Victor Ager
- 1980 - John Robert Lawrence Allen
- 1981 - William Stuart McKerrow
- 1982 - George Patrick Leonard Walker
- 1983 - John Frederick Dewey
- 1984 - Douglas James Shearman
- 1985 - John Douglas Hudson
- 1986 - Harry Blackmore Whittington
- 1987 - Nicholas John Shackleton
- 1988 - Richard Gilbert West
- 1989 - John Michael "Jake" Hancock
- 1990 - Anthony Hallam
- 1991 - John Imrie
- 1992 - Alfred G Fischer
- 1993 - Michael Robert Leeder
- 1994 - William Gilbert Chaloner
- 1995 - Robert Keith O'Nions
- 1996 - Richard Allen Fortey
- 1997 - Richard Barrie Rickards
- 1998 - Simon Conway Morris
- 1999 - Ernest Henry Rutter

### 2000-talet
- 2000 – Derek Ernest Gilmor Briggs
- 2001 – Paul Tapponnier
- 2002 – Andrew Smith
- 2003 – Harry Elderfield
- 2004 – Dianne Edwards
- 2005 – Michael James Benton
- 2006 – Geoffrey Boulton
- 2007 – Phillip Allen
- 2008 – Alan Gilbert Smith
- 2009 – Nick McCave
- 2010 – William Ruddiman
- 2011 – Christopher Paola
- 2012 – Eric Wolff
- 2013 – Paula Reimer
- 2014 – Martin Brasier
- 2015 – Colin Ballantyne
- 2016 – John R. Underhill
- 2017 – Rosalind Rickaby
- 2018 – Julian A. Dowdeswell
- 2019 – Nicholas Kusznir